# Werweczki
Werweczki – nieistniejąca już wieś w Polsce, położona w województwie podlaskim, w powiecie bielskim, w gminie Orla.
Wzmiankowana po raz pierwszy w 1507 roku, a po raz ostatni w 1832 roku. 
Wieś przestała istnieć prawdopodobnie w wyniku epidemii cholery, która zdziesiątkowała mieszkańców Podlasia w latach 1852–1855. 
Według tradycji ustnej ocalali mieszkańcy Werweczek zostali przesiedleni do wsi Wólki i Mikłasze. 